# Emily (film 2022)
Emily è un film del 2022 scritto e diretto da Frances O'Connor, al suo esordio alla regia.

## Trama
Al capezzale della sorella Emily, Charlotte Brontë le chiede come abbia fatto a scrivere Cime tempestose ed ella comincia a ricordare.
Alcuni anni prima Charlotte, fresca di diploma, era appena tornata a casa da scuola e aveva mostrato una certa insofferenza per il comportamento inadeguato della sorella Emily, più fragile, emotiva ma anche passionale e selvaggia di carattere e ancora molto presa dalle sue infinite fantasticherie e da atteggiamenti da lei ritenuti infantili. L'arrivo di un nuovo curato, l'educato e rispettoso William Weightman, affascina molte ragazze della zona, ma Emily sembra indifferente a lui ritenendolo una persona rigida che ignora le emozioni, e trascorre il tempo volentieri solo con il fratello Branwell, al quale è molto affezionata. Una sera Weightman visita casa Brontë e accetta di partecipare a un gioco in cui ognuno dei presenti indossa una maschera e finge di essere un personaggio che gli altri dovranno indovinare. Emily finge di essere la madre defunta, ma la situazione le sfugge di mano finendo con il turbare profondamente tutti i presenti. Qualche tempo dopo la ragazza e il fratello partono per i rispettivi studi: la prima andrà alla scuola per istitutrici insieme a Charlotte, mentre Branwell è stato ammesso alla Royal Academy of Arts. Tuttavia, entrambi tornano a casa dopo aver fallito nei rispettivi studi e Branwell, diventato dipendente da alcolici ed oppiacei, decide di abbandonare la pittura per dedicarsi alla scrittura e scoprire se è quella la sua strada.
Il signor Brontë assume William per perfezionare il francese di Emily, che ne approfitta per dibattere con lui di filosofia e religione. La giovane inoltre, che visibilmente sta vivendo una immensa crisi esistenziale interiore poiché non sa ancora cosa voglia fare nella sua vita e si sente soggetta alle malelingue delle persone per il suo carattere tanto introverso quanto ribelle venendo definita come "strana", ha cominciato a seguire l'esempio di Branwell, con cui beve e si diverte a spiare una famiglia del villaggio. Una sera lei e il fratello vengono colti in flagrante e Branwell è costretto a lavorare come precettore per la famiglia, come punizione; tuttavia, il giovane comincia a intrattenere una relazione clandestina con la padrona di casa e viene prontamente scoperto prima dalla sorella e poi dal severo padre e come punizione viene cacciato dal paese. La tensione emotiva tra Emily e William intanto esplode e i due, capendo di provare dei sentimenti l'uno per l'altra, incominciano a frequentarsi in segreto e a intrattenere un'appassionata relazione.
Charlotte, di ritorno a casa, comincia a sospettare che ci sia qualcosa tra la sorella e William, il quale dopo aver letto una accattivante poesia di Emily, rimane talmente turbato e scosso da interrompere bruscamente la relazione. Emily, non trovando una spiegazione da parte di lui e stravolta dal dolore, ritorna a fare uso di oppiacei e riversa la propria rabbia e frustrazione su Branwell, accusandolo di essere uno scrittore banale e mediocre. Ansiosa di cambiare la propria vita, Emily parte con Charlotte per Bruxelles, ignorando i deboli tentativi di riavvicinamento di William, il quale amandola ancora cerca di rimediare all'errore commesso di averla lasciata. In Belgio Emily riceve un sogno premonitore su William e la mattina dopo riceve la terribile notizia della sua morte. Emily e Charlotte tornano a casa, dove Branwell è gravemente malato. Prima di morire, Branwell si riappacifica con la sorella e le consegna una lettera che William gli aveva dato per Emily prima della sua morte e in cui le professava il suo amore e la pregava di non smettere di scrivere. Dopo la morte dei due uomini più importanti della sua vita, Emily prendendo ispirazione dalle esperienze vissute con il fratello e dalla passione vissuta con l'amato William, comincia a scrivere il suo capolavoro, Cime tempestose, che viene in seguito pubblicato nonostante la disapprovazione di Charlotte che lo ritiene un libro dai tratti oscuri con personaggi egoisti e crudeli.
Dopo una corsa sotto la pioggia Emily, la cui salute è sempre stata cagionevole e debole, si ammala ed è prossima alla morte. Confessa a Charlotte del suo amore per William e le chiede di bruciare le loro lettere d'amore dopo la sua morte. Charlotte esegue il compito assegnatole da Emily e, spronata dalle ultime parole della sorella di sviluppare il suo talento e le sue storie, comincia anche lei a scrivere un proprio romanzo.

## Produzione

### Sviluppo
Nel maggio 2020 è stato annunciato che Emma Mackey avrebbe interpretato Emily Brontë in un nuovo film sulla vita dell'autrice, il cui cast avrebbe compreso anche Joe Alwyn, Fionn Whitehead ed Emily Beecham; è stato annunciato, inoltre, che Frances O'Connor avrebbe fatto il suo esordio alla regia con film.
Successivamente, Alwyn e Beecham hanno abbandonato il progetto, mentre al cast si sono aggiunti Oliver Jackson-Cohen, Alexandra Dowling, Amelia Gething, Gemma Jones e Adrian Dunbar.

### Riprese
Le riprese si sono svolte dello Yorkshire dal 15 aprile al 26 maggio 2021.

## Promozione
Il primo trailer di Emily è stato pubblicato l'11 agosto 2022.

## Distribuzione
Il film, la cui prima si è tenuta il 9 settembre 2022 in occasione del Toronto International Film Festival, è stato distribuito nelle sale cinematografiche il 14 ottobre dello stesso anno.
In Italia è stato distribuito nelle sale cinematografiche a partire dal 15 giugno 2023.